# Pranzo Oltranzista
Albums de Mike Patton
Adult Themes for Voice
(1996)
Pranzo Oltranzista, sous-titré Musica da Tavola per Cinque, est le second album solo de Mike Patton. Il est basé sur le Livre de cuisine futuriste de Filippo Tommaso Marinetti, écrit en 1932. Dans la lignée de son premier album, Adult Themes for Voice, quant au caractère résolument bruitiste et expérimental, il s'en distingue cependant par la présence de parties instrumentales et son caractère unitaire (il peut en effet être écouté comme un seul mouvement musical, le précédent étant beaucoup plus décousu).

## Pistes
1. Elettricità Atmosferiche Candite (Candied Atmospherical Electricities) – 1:19
2. Carne Cruda Squarciata Dal Suono Di Sassofono (Raw Meat Shredded by Saxophone Sound) – 2:32
3. Vivanda In Scodella (Foodstuff in a Bowl) – 3:15
4. Guerrainletto (Bedwar) – 1:51
5. Contorno Tattile (per Russolo) (Tactile Side Dish - per Russolo) – 2:01
6. I Rumori Nutrienti (Nourishing Sounds) – 4:26
7. Garofani Allo Spiedo (Skewered Carnations) – 2:56
8. Aerovivanda (Aerofoodstuff) – 2:33
9. Scoppioingola (Blastinthroat) – 3:00
10. Latte Alla Luce Verde (Green Light Milk) – 3:24
11. Bombe A Mano (Hand Grenades) – 4:00

## Musiciens
- Erik Friedlander - violoncelle
- Mike Patton - chant, effets sonores
- Marc Ribot - guitare
- William Winant - percussions
- John Zorn - saxophone alto